# Metrón (personaje)
Metrón es un personaje ficticio que aparece en los cómics estadounidenses publicados por DC Comics. Él es el Dios del Conocimiento y viaja por el espacio y el tiempo en su Silla Mobius como parte de una búsqueda interminable de saber todo. Debido a que él valora el conocimiento por encima de todo lo demás, nunca se pone de parte de la guerra.

## Historial de publicación
Metrón apareció por primera vez en New Gods #1 (febrero-marzo de 1971) y fue creado por Jack Kirby para su serie del Cuarto Mundo en DC Comics. Metrón se basó en la interpretación del actor Leonard Nimoy del personaje de Star Trek, Spock, y fue diseñado como un personaje que "cambiaría frecuentemente de bando (entre Nuevo Génesis y Apokolips)".

## Biografía de personaje

### Orígenes
A pesar de que posee los poderes de un dios, Metrón normalmente se representa como un observador pasivo en el Universo DC en lugar de un participante activo. Vaga en busca de un mayor conocimiento que el suyo, montado en su Silla Mobius, que puede atravesar el tiempo y el espacio de forma instantánea. Metrón no pertenece a Nuevo Génesis ni a Apokolips, y generalmente evita la lucha entre los dos mundos casi por completo. Su origen es misterioso, aunque no es originario de Nuevo Génesis o Apokolips, sino que proviene de otro lugar. Aunque se alía con los Nuevos Dioses, en realidad no es ni bueno ni malo, como dice en New Gods #7, "The Pact": "No tengo ningún vínculo con los Viejos dioses, ¡o nuevos! ¡Soy algo diferente! ¡Algo imprevisto! - En Nuevo Génesis - o aquí!!". Su principal razón para ayudar a los Nuevos Dioses en la lucha contra Darkseid de Apokolips es el temor a quedar sujetos a la regla tiránica de Darkseid. Esto seguramente obstaculizaría a Metron en su búsqueda de conocimiento.
Metron conoció a Darkseid hace siglos, antes de que Darkseid fuera el gobernante de Apokolips. Metron estaba fascinado con el "X-Element", un material extraño que poseía habilidades de teletransportación, que fue inventado por Himon, un científico de Apokolips. Darkseid le ofreció el elemento a Metron si lo usaría para crear dispositivos con los que Darkseid pudiera invadir New Genesis. La curiosidad de Metron reemplazó cualquier consideración moral, y como resultado fue parcialmente responsable de la guerra subsiguiente entre New Genesis y Apokolips. Metron se unió a los Nuevos Dioses después de que los planetas en guerra habían negociado un pacto de paz, compartiendo con ellos un dispositivo de teletransportación conocido como el "Tubo Boom" como un acto de paz. Metron se hizo amigo del joven Orion y Lightray, los herederos aparentes de New Genesis, y cuando Darkseid finalmente rompió el pacto de paz, reveló los detalles del plan de Darkseid a Orion. En ese momento, Metron tenía un joven aprendiz llamado Esak.
Metrón inventó la tecnología "Boom Tube" utilizada por los Nuevos Dioses para teletransportarse a grandes distancias.
En la miniserie Legend de 1989, Metrón confía en Darkseid sobre la Ecuación Anti-Vida. Aparentemente, Metrón posee la clave de la Ecuación Anti-Vida, sin embargo, él es un buscador de conocimiento y por lo tanto no le contará a nadie su conocimiento. En 1982 en el Crossover DC/Marvel, The Uncanny X-Men and The New Teen Titans, Metrón le dice a Darkseid que Dark Phoenix es parte de la ecuación Anti-Life. Recientemente en la miniserie "Muerte de los Nuevos Dioses", La Fuente explica el origen de la Ecuación Anti-Vida a Metrón.
Metrón ayudó a contactar a la mayoría de los superhéroes de la Tierra para reunirlos durante la Crisis de Hora Cero. Durante el regreso de Extant, luchó junto a la Sociedad de la Justicia de América en la derrota de Extant después de que obtuvo el control del omnipotente Worlogog.
En la miniserie JLA/Avengers de Kurt Busiek, Metrón observa los eventos en esa historia, y le da a Iron Man una Caja Madre para equilibrar el poder otorgado a la Liga de la Justicia por el Gran Maestro. Su papel principal durante la miniserie es observar e investigar las acciones de Krona, negándose a desviarse de su no participación al final cuando Krona exigió su ayuda. Al final, Metrón guardó guardia sobre el huevo cósmico recién formado.
En la miniserie de 2005 de Mister Miracle, Metrón contacta a Shilo Norman (el actual Señor Milagro) durante un truco que salió mal, haciéndolo tomar conciencia del Cuarto Mundo. En su primera aparición en el libro, se parece a él antes, pero luego se disfraza de hombre epiléptico en silla de ruedas.
Durante los eventos de La Muerte de los Dioses Nuevos, donde las muertes misteriosas de todo el Cuarto Mundo se aceleraron, Metrón rastreó y descubrió a la mente maestra: La Fuente misma, que en realidad ha estado acechando en los trasfondos durante milenios intentando readquirir sus poderes originales y reunirse con su otra mitad: la Entidad Anti-Vida. En forma real, Metrón buscó no detener a la Fuente, sino más bien permanecer junto a la Fuente para observar y aprender mientras el Cuarto Mundo de los Dioses Nuevos llegaba a su fin.
Finalmente, después de la muerte del Señor Milagro a manos de la Fuente, Metrón se disgusta y exige su propia muerte. La Fuente cumple y mata a Metrón antes de enfrentarse a Darkseid.
En la primera página de Final Crisis #1, un ser de plata aparece ante Anthro el primer chico y proclama: "Soy Metrón". Más adelante en el número, el Doctor Luz y Amo de los Espejos son enviados por Libra para recuperar un dispositivo que se asemeja a la silla de Metrón. Otros personajes llegan a creer que Metrón dio la invención del fuego a la humanidad a través de Anthro.
Más tarde, la versión del personaje de Señor Milagro restaura Nix Uotan el Monitor caído a su estado de dios, resolviendo un Cubo de Rubik en 17 movimientos, un movimiento menos que el mínimo supuestamente requerido para que un ser humano rompa los cubos, desencadenando la conclusión de la crisis final de la humanidad.
La Silla Mobius es luego cosechada por Superman para obtener el precioso Elemento X necesario para encender la Máquina Milagrosa lo suficiente como para restaurar el Multiverso y deshacer todos los daños causados por el dios oscuro Darkseid: en el nuevo universo, se revela que todos los demás habitantes de Apokolips y Nuevo Génesis, a excepción de Darkseid, está destinado a renacer (incluido Metrón).
Metrón aparece en una alucinación cercana a la muerte experimentada por Bruce Wayne después de su regreso al presente, animando a Wayne a resistir la oferta de Darkseid de abrazar la antivida al animarlo a reconocer la primera verdad de Batman; que, a pesar de sus afirmaciones de lo contrario, nunca ha estado solo.

### Los nuevos 52
En Los nuevos 52 (un reinicio del universo de DC Comics), Metrón consulta con Highfather sobre los diversos usos de los anillos de poder de los linternas. Una veintena de miembros de la fuerza policial interestelar, los Green Lantern Corps confrontan a Highfather y sus fuerzas militares. Están tratando de recuperar el anillo de poder que pertenece al planeta sensible Mogo, que necesita que permanezca sensible y viable. Highfather deja el asunto a sus subordinados, quienes masacran a la mayoría de los Linternas. Esta fue una acción que Highfather luego lamentó.
Metrón enfrenta al Antimonitor en la Tierra-3, en un intento de desviar una guerra entre el Antimonitor y Darkseid. Una conversación entre Metrón y el Antimonitor sugiere que una vez se sentó en la silla de Mobius antes de Metrón. Metrón dice que mientras está sentado en la silla Mobius, el Antimonitor no puede lastimarlo. Por otro lado, él no es inmune a los ataques de otros ya que Metrón es golpeado por detrás por Grail, la hija Amazona de Darkseid, presumiblemente abandonándolo allí en el universo del Sindicato del Crimen.
A pesar de esto, Metrón vuelve a enfrentarse a la Liga de la Justicia y les advierte que deben evacuar la Tierra, ya que es imposible ganar contra el Antimonitor y Darkseid. Sin embargo, Diana usa el Lazo de la Verdad para hacer que Metrón reconozca que pueden encontrar las respuestas si le quitan la silla, lo que provoca que Diana lo levante de la silla y que Batman se siente en él, dándole acceso a todo el conocimiento acumulado de Metrón.
Después de que el Antimonitor y Darkseid son destruidos en la batalla, Metrón aparece en la luna donde entrena a Owlman, quien ahora controla la silla de Mobius después de que Batman lo separa, y le advierte que no busque muchas respuestas. Antes de que Owlman pueda acceder a los secretos del universo, Owlman es vaporizado en un destello de luz azul por la entidad misteriosa.

## Poderes y habilidades
Como la mayoría de los Nuevos Dioses, Metrón es inmune a todas las enfermedades, siendo virtualmente inmortal. Su fisiología avanzada le garantiza fuerza y resistencia sobrehumana en cualquier actividad física. Además ha demostrado numerosas habilidades divinas de manera inconsistente a lo largo de su historia. Metrón es un súper genio que ha explorado el universo y adquirido un conocimiento inmensurable. Aunque Himon es su superior en la elaboración de teorías científicas, Metrón supera a Himon como creador de inventos basados en teorías científicas. Metrón viaja en su silla Mobius volante, que le permite viajar a través del tiempo, el espacio exterior y otras dimensiones. Sus rayos tractores son lo suficientemente potentes como para llevar un planeta detrás de la silla y puede crear impenetrables muros de energía. Metrón ha creado grandes maravillas tecnológicas.

## Otras versiones

### Roca de la edades
En la historia de JLA Rock of Ages, un Metrón malvado e insano de un futuro alternativo, donde está al servicio de Darkseid, que se ha apoderado de la Tierra y posiblemente del universo entero. Él es derrotado cuando Batman afirma que la única diferencia en su conocimiento es su ignorancia de lo que significa ser humano, lo que lo llevó a usar sus poderes para renunciar a su divinidad, permitiendo que Batman lo noquee con un solo golpe.

### Siete soldados de la victoria
En la mega serie Seven Soldiers de Grant Morrison, Metrón es un hombre parapléjico sin hogar en silla de ruedas, después de haber sido expulsado del Cuarto Mundo como resultado de que Darkseid ganara la guerra entre Apokolips y Nuevo Génesis. Se lo ve jugando al ajedrez con Black Racer, y su silla de ruedas a veces es empujada por Orión. Si bien esta historia tiene lugar en continuidad regular, la sección donde Metrón y los otros Dioses nuevos aparecen en este estado se revela como uno de una serie de mundos posibles experimentados por Shilo Norman, y no el presente real.

### Capitán Zanahoria y el arca final
En la miniserie Captain Carrot and the Final Ark se presenta una versión satírica de los Nuevos Dioses, en la que son caninos antropomórficos llamados New Dogs (Nuevos perros). Metrón es conocido como Muttron, y la silla de Mobius es conocida como Bark-o-lounger.

### Superman: El lado oscuro
Metrón hace que el cohete de Kal-El se desvíe de la Tierra a Apokolips en el cómic de Elseworlds Superman: The Dark Side.

### The Uncanny X-Men and The New Teen Titans
Metrón aparece brevemente en el especial de 1982 de Marvel/DC The Uncanny X-Men y The New Teen Titans, donde los dos equipos luchan contra Darkseid, Deathstroke y un Dark Phoenix resucitado.

## En otros medios

### Televisión
- Hacia el final de la segunda parte de la serie Superman: la serie animada en el episodio de dos partes: "Apokolips ... ¡Ahora!", Metrón hace un cameo que no habla y se lo muestra en segundo plano cuando Orión reúne a todas las tropas de Nuevo Génesis. para defenderse de Darkseid y a la Tierra.[13]
- Metrón apareció en los últimos dos episodios de la serie animada Liga de la Justicia Ilimitada con la voz de Daniel Dae Kim. En él episodio "Vivo", trata de advertir a Lex Luthor que no continúe con su plan de utilizar la magia de Tala para resucitar a Brainiac, alegando que lo que hará afectará al universo, pero Luthor lo ignora y sigue adelante para revivir a Brainiac. Desafortunadamente, termina resucitando un Darkseid en una forma mejorada y fusionado con Brainiac.[14] Más adelante en el episodio "El Destructor", Metrón proporciona a Lex Luthor los medios para derrotarlo, llevando a Luthor al Muro de la Fuente para obtener la Ecuación Anti-Vida.[15]
- Metron aparece en Young Justice: Outsiders episodio "Quiet Conversations", con la voz de Phil LaMarr. Superboy, Black Lightning y Forager buscan a Metron para usar su silla Mobius para salvar a Victor Stone de ser consumido por una Caja del Padre. Metron solo los acompaña solo para observar a Víctor morir, lo que resulta en que Superboy lo saque a la fuerza de la silla y Black Lightning lo incapacite para que Víctor pueda enchufarse a la silla. Luego, antes de que Metron se vaya, le confirma crípticamente a Black Lightning que Gretchen Goode es un Nuevo Dios. Regresa en la temporada 4, revelado en el episodio "¡Encuentro en el filo de la navaja!" haber ayudado a Razer aferrándose a su anillo Red Lantern mientras continuaba su búsqueda de Aya. Metron luego intercepta el intento de Lor-Zod, Ma'alefa'ak y Mantis de robar el proyector de la Zona Fantasma de su bóveda, y da la alarma de este incidente a los delegados de la cumbre entre los Nuevos Dioses, la Liga de la Justicia y Green Lantern Corps.

### Cine
- En Liga de la Justicia: Dioses y monstruos, el lisiado y aparentemente paralizado Lex Luthor (con la voz de Jason Isaacs) se convierte en una versión de Metron a través de la tecnología Boom Tube proporcionada por Wonder Woman.
- La silla Mobius de Metron aparece en Justice League Dark: Apokolips War en la que Batman se sienta después de que Darkseid tomó el control de la Tierra.

### Juguetes
- Metron ha recibido su propia figura de acción a través de la línea DC Universe Signature Series en línea de Mattel, a través de MattyCollector.Com. Esta fue una figura de edición especial solo disponible para aquellos que se suscribieron al programa Club Infinite Earths. Metron vino completo con su silla Mobius, en un paquete claramente más grande que las ofertas estándar de DC Signature Series.